# Glenea glabronotata
Glenea glabronotata é uma espécie de escaravelho da família Cerambycidae. Foi descrito por Pesarini e Sabbadini em 1997.